# Oxytropis nuda
Oxytropis nuda är en ärtväxtart som beskrevs av Nina Alexandrovna Basilevskaja. Oxytropis nuda ingår i släktet klovedlar, och familjen ärtväxter. Inga underarter finns listade i Catalogue of Life.